# 皮娅·廖内蒂
皮娅·廖内蒂（義大利語：Pia Lionetti，1987年9月26日—），意大利射箭运动员。她曾代表意大利参加2008年和2012年夏季奥林匹克运动会射箭比赛，两届比赛均未能收获奖牌。